# Isabel-Saki

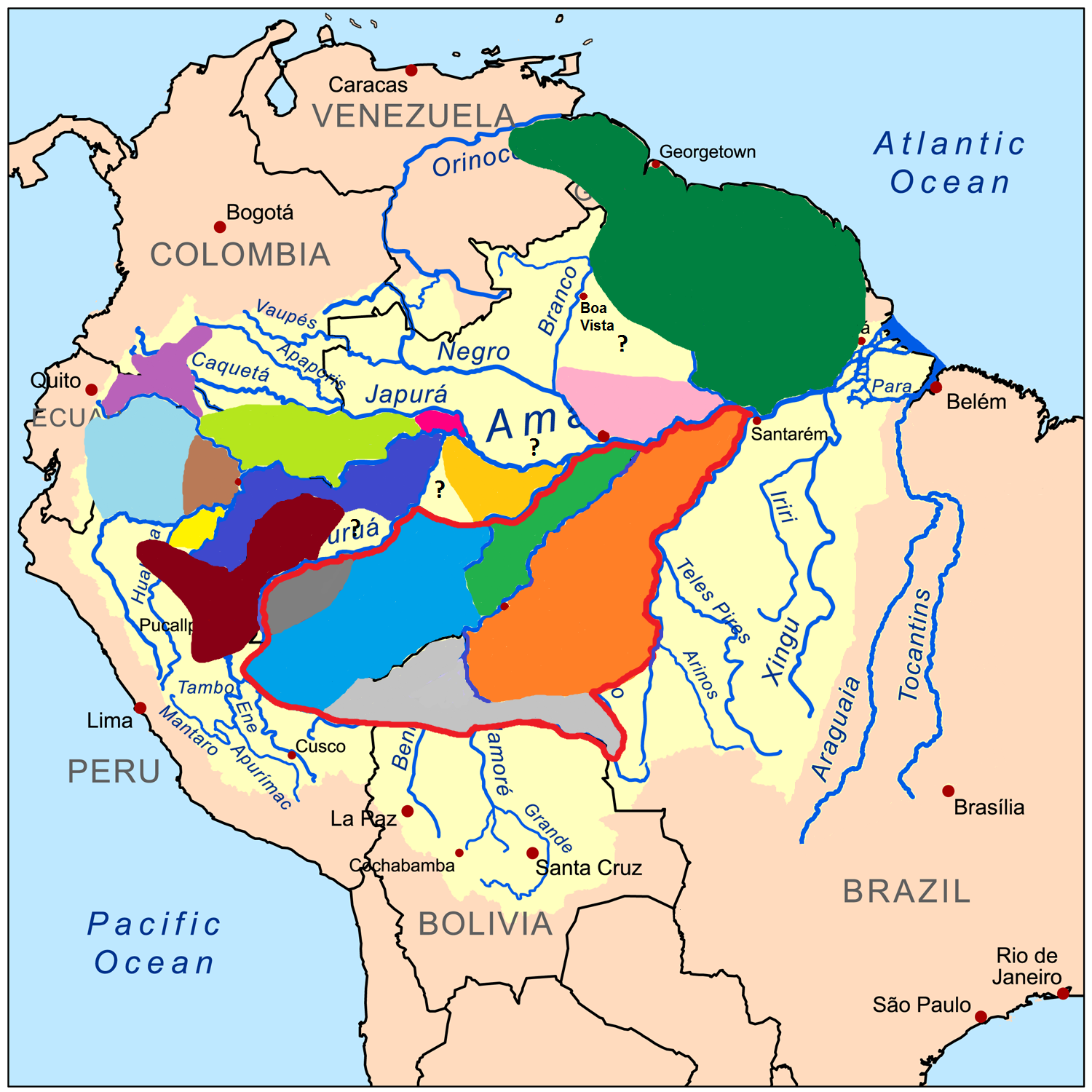
Verbreitungsgebiete der Sakiaffen in Amazonien.
Pithecia isabela

Der Isabel-Saki (Pithecia isabela) ist eine Primatenart aus der Gruppe der Neuweltaffen, die im östlichen Peru zwischen Río Marañón und Río Ucayali vorkommt. Das relativ kleine Verbreitungsgebiet umfasst in etwa das Gebiet des Naturschutzgebietes Pacaya-Samiria.

## Merkmale
Der Isabel-Saki erreicht eine Gesamtlänge von 76 bis 92 cm, der Schwanz hat dabei eine Länge von 40 bis 48 cm. Die Männchen sind schwärzlich gefärbt mit einer hellen Punktierung auf Rücken und Armen und oftmals einem kupferfarbenen Schimmer. Weibchen sind eher dunkel gräulich gefärbt mit bräunlichen Haarspitzen. Bei beiden Geschlechtern sind die Oberseiten der Hände und Füße mit kurzen weißen Haaren bedeckt. Charakteristisch für die Art sind je ein weißer Flecke oberhalb jedes Auges, ein Merkmal, das der Isabel-Saki mit dem Napo-Saki (Pithecia napensis) aus dem ecuadorianischen Amazonasgebiet teilt. Die Flecken stehen beim Napo-Saki jedoch deutlich dichter zusammen, erstrecken sich zusammenfließend bis weit über die Stirn und verlaufen zunehmend vergrauend auch auf das Gesicht, während sie beim Isabel-Saki weitaus kleiner und diffuser ausgeprägt sind und sich auch nicht bis auf das Gesicht erstrecken. Der Napo-Saki wirkt massiger und größer und die Männchen haben eine hellere, mehr orange erscheinende Brust, während die Brust der Männchen des Isabel-Sakis eher orangebraun ist.

## Systematik
Der Isabel-Saki wurde erst 2014 bei einer Revision der Sakis neu beschrieben und zu Ehren von Isabel Godin des Odonais benannt, die im 18. Jahrhundert eine strapaziöse und gefährliche Reise durch das Amazonasgebiet unternahm, um ihren verschollenen Mann, den französischen Naturforscher Jean Godin wiederzufinden. Zuvor waren die Affen dem Äquatorial-Saki (Pithecia aequatorialis) zugeordnet worden.